# Jorge Coli
Pour les articles homonymes, voir Coli.
Jorge Coli (Amparo, 1947) est professeur d'histoire de l'art et d'histoire de la culture à l' Institut de philosophie et des sciences humaines de l'Unicamp  et chroniqueur pour le journal Folha de S.Paulo. Il est directeur du CHAA (Centre d'Histoire de l'Art et d'Archéologie) et éditeur du RHAA (Journal d'Histoire de l'Art et d'Archéologie), actuellement RHAC (Journal d'Histoire de l'Art et de la Culture).
Il reçoit plusieurs prix, parmi lesquels Florestan Fernandes (CAPES), meilleur directeur de thèse en sciences humaines (2005), et le prix Almirante Alvaro Alberto, du CNPq, en 2018.

## Articles
- « Fabrique et promotion de la brésilianité : art et enjeux nationaux », Perspective, n° 2 (2013), p. 213-223 (doi).